# Verdana
A Verdana talpatlan (sans-serif) betűkép, amelyet Matthew Carter tervezett a Microsoft számára.
1996-ban adták ki, és azóta benne van a Windows operációs rendszer változataiban, valamint az Office és az Internet Explorer szoftverekben. Sokáig elérhető volt a Microsoft weboldalán Linux és más Unix-szerű operációs rendszerek számára is. Felmérések szerint a működő számítógépek körülbelül 93%-án rajta van. A továbbadható változata még mindig letölthető.
A Frutigerhez hasonlóan humanista vonásai vannak, de ezt a betűképet kizárólag számítógépes képernyő használatára tervezték, ezért nagyon jól olvasható kis méretekben is (ennek okai: nagy x-magasság, széles méretek, laza betűtáv és kiemelt különbségek a hasonló betűk között). Így nagyon sok webtervező arra használja, hogy sok szöveget tömörítsen kis helyre.
A Tahoma betűképtől csak abban különbözik, hogy a betűk kicsit szélesebbek és a betűtáv valamivel nagyobb.

## A Verdana kritikái
Néhányan azon a véleményen vannak, hogy a Verdana nem a legjobb választás az alap-betűképnek egy weboldalon. Azzal érvelnek, hogy az azonos méretű Times New Roman sokkal kevésbé olvasható, mint a Verdana, így azokon a böngészőkön, ahol a Verdana nincs telepítve, a szöveg kevésbé lesz olvasható.

## Lásd még
- Betűképek listája

## Külső hivatkozások
- Információk a Verdana betűtképről (angolul)
- A Verdana letölthető verziója
- Miért jó elkerülni a Verdana-t (angolul)